# Epyris bilineatus
Epyris bilineatus är en stekelart som beskrevs av Thomson 1862. Epyris bilineatus ingår i släktet Epyris, och familjen dvärggaddsteklar. Arten är reproducerande i Sverige.